# Simon Viklund
Simon Viklund, född 1 december 1979, är en svensk datorspelsmusiker, musikproducent och datorspelsdesigner. Hans första framträdande verk var Bionic Commando som släpptes 2008. Han är mest känd för sitt arbete med Paydayserien som kompositör och röstskådespelare för spelfiguren Bain. 
År 2000 började Viklund på Ulf Anderssons företag Grin och komponerade musik för flera av företagets spel. Grin försattes i konkurs 2009, varefter Viklund tillsammans med Ulf och Bo Andersson grundade Overkill Software. Simon Viklund arbetar på 10 Chambers som även det grundats av Ulf Andersson.

## Verk

### Datorspel[3]
- Ballistics (2001, Grin) - kompositör, ljud[5]
- Vultures (ej släppt, Grin) - kompositör, ljud
- Bandits: Phoenix Rising (2002, Grin) - kompositör, ljud[6]
- Wasteland Racers 2071 (2006, Amusement Triotech) - kompositör, ljud
- Tom Clancy's Ghost Recon Advanced Warfighter (2006, Grin) - ljud[6]
- Tom Clancy's Ghost Recon Advanced Warfighter 2 (2007, Grin) - ljud
- Bionic Commando Rearmed (2008, Grin) - kompositör, creative director
- Bionic Commando (2009, Grin) - senior sound engineer, music consultant
- Wanted: Weapons of Fate (2009, Grin) - sound engineer[6]
- Terminator Salvation (2009, Grin) - sound engineer
- Final Fight: Double Impact (2010, Capcom) - orchestrator
- Bionic Commando Rearmed 2 (2011, Capcom) - kompositör, manus och creative consultant
- Street Fighter III: 3rd Strike Online Edition (2011, Capcom) - kompositör[6]
- Payday: The Heist (2011, Overkill Software) - kompositör, ljuddesign, creative director
- Brothers: A Tale of Two Sons (2013, Starbreeze Studios) - sound engineer, music consultant
- Payday 2 (2013, Overkill Software) - kompositör, chief engineer, sound designer[7]
- Gear Up (2014, Doctor Entertainment) - Trailer Music
- Dead by Daylight (2016, Behaviour Interactive) - Trailer Music[8]
- Pan-Pan (2016, Spelkraft) - sound designer, kompositör[9]
- Robonauts (2017, Qubic Games) - kompositör
- GTFO (2018, 10 Chambers Collective) - kompositör, speldesign[10]

### Video
- Payday: The Web Series (2013) - kompositör

### Röstskådespelare
- Ballistics (2001, Grin) - diverse röster
- Bionic Commando Rearmed (2008, Grin) - diverse röster
- Payday: The Heist (2011, Overkill Software) - Bain
- Payday 2 (2013, Overkill Software) - Bain, Cloakers.